# 里茲德維揚卡 (扎波羅熱州)
47°48′4″N 36°3′23″E / 47.80111°N 36.05639°E

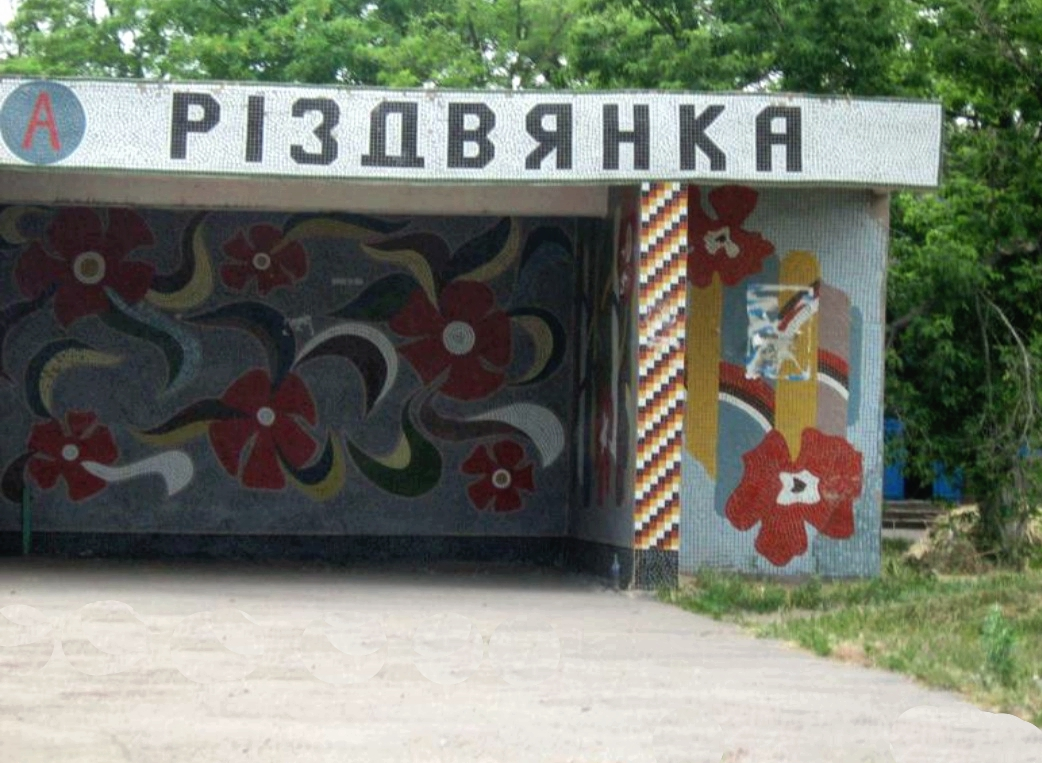
公交车站

里茲德維揚卡（烏克蘭語：Різдвянка）是位於烏克蘭東南部的村莊，由扎波羅熱州扎波羅熱区的泰爾努瓦泰市鎮負責管轄。該村始建於1796年，面積5.2平方公里，海拔高度121米，2001年人口791，人口密度每平方公里152.1人。